# 世界气象日
世界气象日 是1960年6月，世界气象组织为了纪念其成立和《世界气象组织公约》生效日（1950年3月23日）而设立的主題日。从1961年开始，每年於3月23日的世界气象日围绕一个主题，在全球进行庆祝活动，向各会员国政府和公众进行气象宣传教育。

## 历年主题
- 1961年 气象
- 1962年 气象对农业和粮食生产的贡献
- 1963年 交通和气象（特别是气象应用于航空）
- 1964年 气象——经济发展的因素
- 1965年 国际气象合作
- 1966年 世界天气监测网
- 1967年 天气和水
- 1968年 气象与农业
- 1969年 气象服务的经济效益
- 1970年 气象教育和训练
- 1971年 气象与人类环境
- 1972年 气象与人类环境
- 1973年 国际气象合作100年
- 1974年 气象与旅游
- 1975年 气象与电讯
- 1976年 天气与粮食
- 1977年 天气与水
- 1978年 未来气象与研究
- 1979年 气象与能源
- 1980年 人与气候变迁
- 1981年 世界天气监测网
- 1982年 空间气象观测
- 1983年 气象观测员
- 1984年 气象增加粮食生产
- 1985年 气象与公众安全
- 1986年 气候变迁，干旱和沙漠化
- 1987年 气象——国际合作的典范
- 1988年 气象与宣传媒介
- 1989年 气象为航空服务
- 1990年 气象和水文部门为减少自然灾害服务
- 1991年 地球大气
- 1992年 天气和气候为稳定发展服务
- 1993年 气象与技术转让
- 1994年 观测天气与气候
- 1995年 公众与天气服务
- 1996年 气象与体育服务
- 1997年 天气与城市水问题
- 1998年 天气、海洋与人类活动
- 1999年 天气、气候与健康
- 2000年 气象服务五十年
- 2001年 天气、气候和水的志愿者
- 2002年 降低对天气和气候极端事件的脆弱性
- 2003年 关注我们未来的气候
- 2004年 信息时代的天气、气候和水
- 2005年 天气、气候、水和可持续发展
- 2006年 预防和减轻自然灾害
- 2007年 极地气象：认识全球影响
- 2008年 观测我们的星球 共创更美好的未来
- 2009年 天气，气候，和我们呼吸的空气
- 2010年 世界气象组织——致力于人类安全和福祉的六十年
- 2011年 人与气候
- 2012年 天气、气候和水为未来增添动力
- 2013年 监视天气，保护生命和财产
- 2014年 天气和气候：青年人的参与
- 2015年 气候知识支持气候行动
- 2016年 直面更热、更旱、更涝的未来
- 2017年 观云识天
- 2018年 智慧气象
- 2019年 太陽、地球與天氣
- 2020年 氣候與水
- 2021年 海洋、我们的气候和天气
- 2022年 早预警、早行动